# Oreodera curvata
Oreodera curvata är en skalbaggsart som beskrevs av Martins och Monné 1993. Oreodera curvata ingår i släktet Oreodera och familjen långhorningar. Inga underarter finns listade i Catalogue of Life.